# Thomas Peter Verharne
Thomas Peter Verharne est un maître écrivain originaire de Dunkerque, actif au début du XIXe siècle.

## Biographie
Le Traité ci-dessous indique que Verharne était membre de l'Athénée des Sciences et Arts de la Flandre occidentale et Professeur de comptabilité commerciale à l'École de commerce de Paris.

## Œuvres
- Calligraphie par Verharne de Dunkerque. Paris : s.n., [1819 ou 1825 ?]. 2°, 58 p. gravées. Amsterdam UL, Chapel Hill (NC) UL, Milan : Raccolta Ascoli Fondazione per Leggere. Strasbourg BNU.
- Traité complet de calligraphie commerciale par Verharne de Dunkerque, seul ouvrage de ce genre publié par souscription. Contenant une théorie jointe à une collection de soixante modèles d'écritures... Divisé en deux parties... Paris : Girard, Ponthieu, [1826]. 2°, 32 p., 24 pl., 33 pl. (Paris BNF, Chicago NL, Princeton UL). L'ouvrage contient une seconde partie en anglais : Verharne's useful penmanship exhibiting a variety of excellent exemples: text round and mercantile, hands adapted for the use of academies and schools in France... Cat. Jammes n° 95. L'exemplaire de Paris BNF porte l'adresse : chez Girard, 1826.

Une seconde édition s'intitule : Calligraphie commerciale par Verharne de Dunkerque. Deuxième édition... augmentée de plusieurs documents commerciaux et d'un supplément sur l'art d'enseigner tous les genres d'écritures en peu de temps d'après l'action des organes.... Paris : Renard, [s. d.]. 2°, [32] p. et 35 pl. Pau BM.
- Le Commis négociant, contenant, etc.. Le prospectus de cet ouvrage en deux volumes 8° est signalé dans la Bibliographie de la France, ou Journal général de l'imprimerie et de la librairie du samedi 3 juillet 1830, sous le numéro 3628. Voir ici.